# Línguas célticas insulares
As línguas célticas insulares são uma família de línguas célticas desenvolvida nas Ilhas Britânicas, correspondendo a todas as línguas vivas desta família, em contraste com as línguas célticas insulares (todas extintas). Dividem-se ainda em duas famílias: gaélicas e britônicas. Tal divisão é defendida por celtólogos como Warren Cowgill, Kim McCone e Peter Schrijver, que apontam para particularidades como a ordem Verbo-Sujeito-Objeto, as preposições inflexionadas (combinação de preposições e pronomes pessoais) e o desenvolvimento de uma distinção entre formas verbais dependentes e independentes. 
Uma segunda posição, representada por estudiosos como K.H. Schmidt, mas hoje menos favorizada na academia, divide a família celta entre célticas-P e célticas-Q. Visto, contudo, que esta classificação menor equivale à distinção entre britônicas e gaélicas quando aplicadas às línguas modernas, diferenciando-se apenas na classificação de línguas mortas, frequentemente ambas categorizações são utilizadas como sinônimas.

## Hipótese de substrato afro-asiático
As línguas célticas insulares, ao contrário das continentais e outras línguas indo-europeias, trazem algumas características estruturais em comum com as línguas afro-asiáticas, incluindo a ordem Verbo-Sujeito-Objeto, verbos singulares com sujeitos plurais pós-verbais, construções genitivas semelhantes, fusão morfossintática entre preposições e pronomes e relativos oblíquos com cópias pronominais. Algumas semelhanças entre estas línguas e o hebraico foram ressaltadas desde ao menos 1621, enquanto a proposição de um substrato emergiu pela primeira vez em 1899, através do linguista e poeta John Morris-Jones, adquirindo o apoio de diversos linguistas, a exemplo de Theo Vennemann.